# París-Niza 1958
La París-Niza 1958 fue la 16.ª edición de la París-Niza, que se disputó entre el 10 y el 16 de marzo de 1958. La carrera fue ganada por el belga Alfred de Bruyne, del equipo Carpano, por delante de Pasquale Fornara (Ignis) y Germain Derijcke (Carpano). El británico Brian Robinson (Saint Raphael-Geminiani) se impuso en la clasificación de la montaña y el conjunto Carpano en la de equipos.
Las malas condiciones climáticas -frío, nieve y granizo- condicionaron esta edición.
Primera victoria española en la historia de la París-Niza después de que Miguel Poblet ganara la etapa de Montpellier.
Los abandonos de Fausto Coppi y Willy Vannitsen en la sexta etapa molestaron a la organización de la París-Niza que consiguió que la UCI los suspendiera. Estos dos corredores no podrían participar en la Milán-San Remo de ese mismo año. 

## Participantes
En esta edición de la París-Niza tomaron la salida 96 corredores divididos en 12 equipos: Helyett-ACBB-Leroux, Elve-BP, Carpano, Bianchi-Pirelli, Saint Rapahel-Geminiani, Ignis, Mercier-BP, Mondia, Peugeot-BP, Urago, Groene-Leeuw y Onno. La prueba la acabaron 73 corredores.

## Resultados de las etapas
| Etapas                 | Fecha       | Recorrido            | Km     | Vencedor de etapa | Líder de la general |
| ---------------------- | ----------- | -------------------- | ------ | ----------------- | ------------------- |
| 1.ª etapa              | 10 de marzo | París-Auxerre        | 204 km | Pietro Nascimbene | Pietro Nascimbene   |
| 2.ª etapa              | 11 de marzo | Auxerre-Vichy        | 224 km | Willy Vannitsen   | Pietro Nascimbene   |
| 3.ª etapa              | 12 de marzo | Vichy-Sant-Etiève    | 149 km | Willy Vannitsen   | Pietro Nascimbene   |
| 4.ª etapa              | 13 de marzo | Sant-Etiève-Usès     | 218 km | Nino Defilippis   | Pietro Nascimbene   |
| 5.ª etapa, 1.er sector | 14 de marzo | Usès-Vergèze (CRI)   | 56 km  | Jacques Anquetil  | Alfred de Bruyne    |
| 5.ª etapa, 2.º sector  | 14 de marzo | Vergèze-Montpellier  | 62 km  | Miguel Poblet     | Alfred de Bruyne    |
| 6.ª etapa              | 15 de marzo | Montpellier-Manosque | 229 km | Fernand Picot     | Alfred de Bruyne    |
| 7.ª etapa              | 16 de marzo | Manosque-Niza        | 217 km | Giuseppe Favero   | Alfred de Bruyne    |

## Etapas

### 1.ª etapa
10-03-1958. París-Auxerre, 204 km.
Salida real: Le Pequeño Massy. Jacques Anquetil, Raphaël Géminiani y Fausto Coppi perdern ya en esta primera etapa toda opción de victoria.
|   | Ciclista          | Equipo          | Tiempo     |
| - | ----------------- | --------------- | ---------- |
| 1 | Pietro Nascimbene | Carpano         | 5h 40' 16" |
| 2 | Gianni Ferlenghi  | Bianchi-Pirelli | + 3"       |
| 3 | Willy Vannitsen   | Bianchi-Pirelli | + 20"      |

### 2.ª etapa
11-03-1958. Auxerre-Vichèi, 224 km.
|   | Ciclista         | Equipo          | Tiempo     |
| - | ---------------- | --------------- | ---------- |
| 1 | Willy Vannitsen  | Bianchi-Pirelli | 5h 29' 29" |
| 2 | Germain Derijcke | Carpano         | m. t.      |
| 3 | Alfred de Bruyne | Carpano         | m. t.      |

### 3.ª etapa
12-03-1958. Vichèi-Santo-Etiève, 149 km.
La salida de la etapa se atrasó más de cinco horas por culpa de la nieve.
|   | Ciclista         | Equipo          | Tiempo     |
| - | ---------------- | --------------- | ---------- |
| 1 | Willy Vannitsen  | Bianchi-Pirelli | 4h 06' 02" |
| 2 | Michel van Aerde | Mercier-BP      | m. t.      |
| 3 | Germain Derijcke | Carpano         | m. t.      |

### 4.ª etapa
13-03-1958. Santo-Etiève-Usès, 218 km.
La subida al col de Grand Bois es neutralizada por la nieve.
|   | Ciclista         | Equipo              | Tiempo     |
| - | ---------------- | ------------------- | ---------- |
| 1 | Nino Defilippis  | Carpano             | 4h 55' 14" |
| 2 | Joseph Groussard | Helyett-ACBB-Leroux | m. t.      |
| 3 | Miguel Poblet    | Ígneos              | m. t.      |

### 5.ª etapa,1.ersector
14-03-1958. Usès-Vergèze, 56 km. (CRI)
|   | Ciclista         | Equipo              | Tiempo     |
| - | ---------------- | ------------------- | ---------- |
| 1 | Jacques Anquetil | Helyett-ACBB-Leroux | 1h 13' 33" |
| 2 | Alfred de Bruyne | Carpano             | + 1' 40"   |
| 3 | Pasquale Fornara | Ignis               | + 2' 32"   |

### 5.ª etapa, 2.º sector
14-03-1958. Vergèze-Montpellier, 62 km
|   | Ciclista        | Equipo              | Tiempo     |
| - | --------------- | ------------------- | ---------- |
| 1 | Miguel Poblet   | Ígneos              | 1h 32' 13" |
| 2 | Seamus Elliott  | Helyett-ACBB-Leroux | m. t.      |
| 3 | Jean Stablinski | Helyett-ACBB-Leroux | m. t.      |

### 6.ª etapa
15-03-1958. Montpellier-Manosque, 229 km.
Coppi abandona al inicio de la etapa por una caída.
|   | Ciclista        | Equipo              | Tiempo     |
| - | --------------- | ------------------- | ---------- |
| 1 | Fernand Picot   | Mercier-BP          | 5h 36' 55" |
| 2 | Seamus Elliott  | Helyett-ACBB-Leroux | m. t.      |
| 3 | Jean Stablinski | Helyett-ACBB-Leroux | m. t.      |

### 7.ª etapa
16-03-1958. Manosque-Niza, 217 km.
Llegada situada en el Paseo de los Ingleses.
|   | Ciclista        | Equipo                  | Tiempo     |
| - | --------------- | ----------------------- | ---------- |
| 1 | Giuseppe Favero | Carpano                 | 5h 37' 22" |
| 2 | Brian Robinson  | Saint Raphael-Geminiani | + 1"       |
| 3 | Gérard Saint    | Saint Raphael-Geminiani | + 1' 23"   |

## Clasificaciones finales

### Clasificación general[1]
|    | Ciclista              | Equipo                  | Tiempo      |
| -- | --------------------- | ----------------------- | ----------- |
| 1  | Alfred de Bruyne      | Carpano                 | 34h 22' 08" |
| 2  | Pasquale Fornara      | Ignis                   | + 52"       |
| 3  | Germain Derijcke      | Carpano                 | + 2' 38"    |
| 4  | Raphaël Géminiani     | Saint Rapahel-Geminiani | + 3' 33"    |
| 5  | Ferdinando Brandolini | Bianchi-Pirelli         | + 4' 50"    |
| 6  | Jean Forestier        | Helyett-ACCBB-Leroux    | + 5' 04"    |
| 7  | Gianni Ferlenghi      | Bianchi-Pirelli         | + 5' 10"    |
| 8  | Renzo Accordi         | Ignis                   | + 5' 41"    |
| 9  | Seamus Elliott        | Helyett-ACCBB-Leroux    | + 8' 08"    |
| 10 | Jacques Anquetil      | Helyett-ACCBB-Leroux    | + 8' 35"    |

## Evolución de las clasificaciones
| Etapa(Vencedor)                         | Clasificación general |
| --------------------------------------- | --------------------- |
| Etapa 1 (Pietro Nascimbene)             | Pietro Nascimbene     |
| Etapa 2 (Willy Vannitsen)               | Pietro Nascimbene     |
| Etapa 3 (Willy Vannitsen)               | Pietro Nascimbene     |
| Etapa 4 (Nino Defilippis)               | Pietro Nascimbene     |
| Etapa 5, 1.er sector (Jacques Anquetil) | Alfred de Bruyne      |
| Etapa 5, 2.º sector (Miguel Poblet)     | Alfred de Bruyne      |
| Etapa 6 (Fernand Picot)                 | Alfred de Bruyne      |
| Etapa 7 (Giuseppe Favero)               | Alfred de Bruyne      |